# Ramzan Kadyrov
Ramzan Akhmadovitch Kadyrov (en russe : Рамза́н Ахма́тович Кады́ров, api : [rɐˈmzan ɐxˈmatəvʲɪtɕ kɐˈdɨrəf] ; en tchétchène : КъадиргӀеран Ахьмад-Хьаьжин Рамзан), né le 5 octobre 1976, à Tsenteroï (URSS), est un homme d'État russe. Il est notamment connu pour être à la tête de la République tchétchène sous administration russe et pour ses forces de sécurité controversées, les kadyrovtsy, accusées par diverses ONG d'être impliquées dans des enlèvements, des actes de torture et des assassinats dans le but de verrouiller son rôle dans la région,.
Pendant la présidence de son père, Akhmad Kadyrov, Ramzan a été chef du service de sécurité de ce dernier. Membre du parti Russie unie, il devient Premier ministre de Tchétchénie le 17 novembre 2005 puis chef de la République tchétchène le 2 mars 2007. Il est un fervent soutien du président russe Vladimir Poutine, dont il se dit un « fidèle fantassin ».
L'ONG Memorial (dissoute le 23 mars 2022 et prix Nobel de la paix le 6 octobre 2022) l'accuse explicitement d'être à l'origine de l'assassinat de Natalia Estemirova, le 15 juillet 2009. Son nom est également mentionné dans l'enquête sur l'assassinat de l'opposant politique Boris Nemtsov, en 2015.
Des journalistes et des défenseurs des droits de l'homme accusent Kadyrov d'avoir instauré une sévère dictature en Tchétchénie, de semer la terreur dans la population, d'enlever, de torturer et d'exécuter divers suspects et innocents sans inculpation ni jugement,,,,, d'emprisonner de rares voix dissidentes en les faisant condamner sur la base d'accusations truquées, d'intimider, de contraindre de s'excuser et d'humilier devant les caméras des internautes critiquant son pouvoir,,, de forcer les employés du secteur public et les étudiants à prendre part aux rassemblements de masse (meetings, soubbotniks, matchs de football, flashmobs) en menaçant de licencier les uns et d'exclure les autres,,,,, d'avoir bâclé les travaux de reconstruction dans la République en détournant une partie de l'argent destiné à cette fin, et de ponctionner les salaires des fonctionnaires au profit de sa mystérieuse « fondation Kadyrov ».

## Origines
Né à Tsenteroï, Kadyrov est le deuxième fils de la famille d'Akhmad Kadyrov et leur plus jeune enfant. Il avait un frère aîné nommé Zelimkhan (1974-2004) et il a deux sœurs aînées, Zargan (née en 1971) et Zulay (née en 1972).
Son père, Akhmad, était un grand mufti dans les années 1990, et avait soutenu la rébellion indépendantiste du gouvernement de la République tchétchène  d'Itchkérie contre les Russes pendant la première guerre de Tchétchénie, mais a changé de camp et déclaré allégeance à la Russie lors de la seconde guerre de Tchétchénie,. Nommé en 2000 chef de l'administration provisoire de la République, Akhmad Kadyrov devient en 2003 président de la Tchétchénie, à l'issue d'un scrutin qualifié de mascarade par les observateurs.
À la suite de l'assassinat de son père, le 9 mai 2004, Ramzan devient vice-Premier ministre de la république de Tchétchénie.

## Ascension politique et chef de la Tchétchénie

### Premier ministre
En décembre 2005, après un grave accident de voiture du Premier ministre Sergueï Abramov à Moscou (qui n'est pas considéré comme un acte terroriste), Ramzan Kadyrov devient Premier ministre de Tchétchénie par intérim. Après une longue période de convalescence, Abramov donne sa démission le 28 février 2006 au profit de Ramzan Kadyrov.
Également à la tête des services de sécurité de la présidence tchétchène (les kadyrovtsy), Kadyrov a souvent été accusé d'être violent et antidémocrate. Il reçoit le soutien du président russe Vladimir Poutine et s'engage dans une lutte contre le président tchétchène effacé, Alou Alkhanov, pour prendre le pouvoir et diriger la République.
Ramzan Kadyrov détient la réalité du pouvoir en Tchétchénie, à côté d'un parlement aux pouvoirs affaiblis et avec le contrôle direct ou indirect de 10 000 à 12 000 hommes armés, souvent d'anciens combattants anti-russes chevronnés. Publiquement pro-fédéral et ostensiblement anti-wahhabite, se montrant souvent à côté de Vladimir Poutine, il prône en outre l'islamisation de la société tchétchène.
Ramzan Kadyrov interdit un temps le séjour en Tchétchénie des organisations non gouvernementales danoises, dont Danish Refugee Council, au moment de la crise internationale des caricatures de Mahomet, le 7 février 2006.

### Chef de la République tchétchène
Le 15 février 2007, il est nommé par Vladimir Poutine président par intérim après la démission de Alou Alkhanov. Il devient officiellement président le 2 mars.
En 2004, Ramzan Kadyrov est décoré par Vladimir Poutine de la médaille du héros de la Russie, la plus haute distinction du pays. Il est également nommé académicien de l'Académie des sciences naturelles de la Russie et de celle de la République tchétchène.

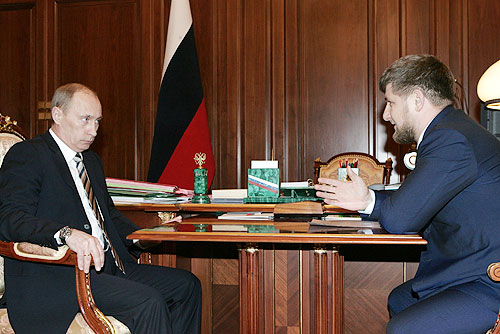
Rencontre à Moscou, au Kremlin, entre Vladimir Poutine et Ramzan Kadyrov (à droite), le 14 février 2008.

En 2011, Kadyrov interdit désormais de célébrer le jour anniversaire de la déportation forcée des Tchétchènes effectuée par la police politique soviétique NKVD le 23 février 1944, en estimant que la Tchétchénie ne peut pas faire deuil alors que le reste de la Russie fait la fête (le 23 février est en effet un jour férié en Russie dédié aux militaires et aux hommes en général). À différents moments, il fait aussi rebaptiser plusieurs rues de Grozny de noms de hauts gradés russes pourtant supposés coupables d'exactions sur des civils lors de la dernière guerre russo-tchétchène. L'histoire des massacres commis lors des deux guerres est ainsi effacée au profit d'un récit en faveur du Kremlin et de Ramzan Kadyrov.
Ramzan Kadyrov fait l'objet d'une interdiction de séjour sur le territoire des pays de l'Union européenne, depuis le 26 juillet 2014, ainsi que du gel de ses « éventuels avoirs » en Union européenne, dans le cadre des sanctions européennes à l'encontre de la fédération de Russie pour son immixtion dans la crise ukrainienne de 2013-2014.
En janvier 2015, il est en tête des manifestations pour protester contre les caricatures de Mahomet publiées par Charlie Hebdo, qui a été la victime d'un attentat revendiqué par Al-Qaïda.
Le 25 mars 2016, vingt jours après la fin de son mandat, il est nommé chef de la République par intérim par le président Vladimir Poutine.

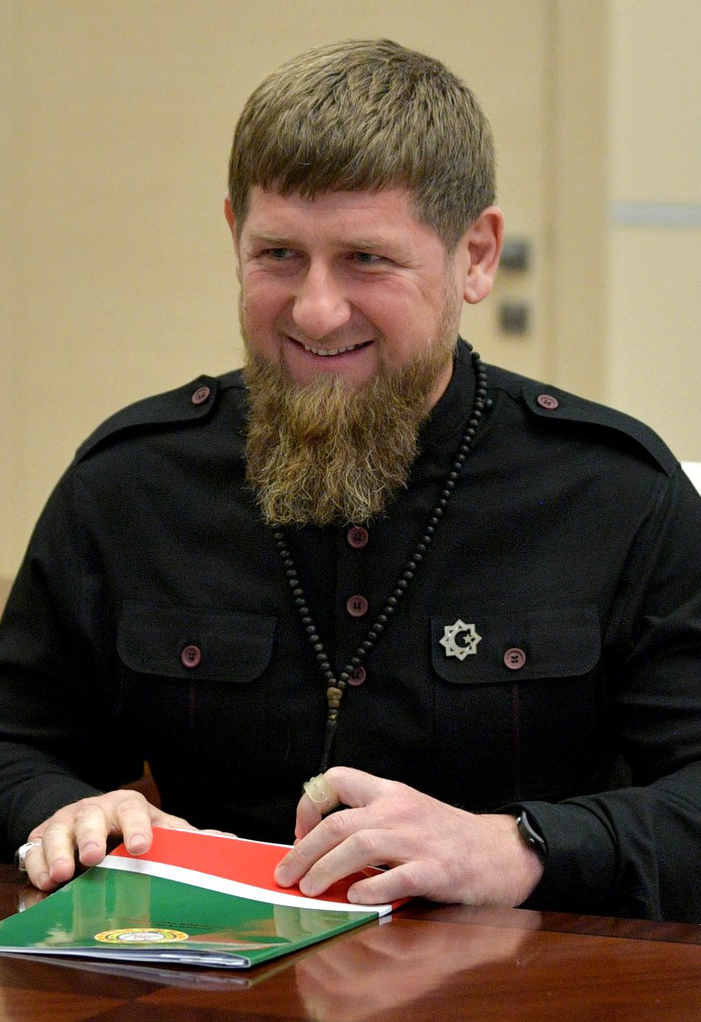
Ramzan Kadyrov en 2018.

Certains experts considèrent la Tchétchénie de Ramzan Kadyrov comme « un État dans l'État » qui serait même « plus indépendante vis-à-vis de Moscou que ne l'étaient la Tchécoslovaquie ou la Hongrie à l'époque communiste ». D'autres spécialistes, au contraire, sont d'avis que Kadyrov serait une « marionnette politique entre les mains du président russe », qu'il est « plus un soldat russe qu'un Tchétchène » et que sa seule raison d'être est d'éradiquer de l'intérieur l'esprit indépendantiste des Tchétchènes, objectif qu'il aurait atteint au prix de la terreur. Marlène Laruelle, historienne spécialiste du monde russe, parle, elle, de l'idéologie du « kadyrovisme », qui allie, sur le plan religieux, un islam rigoriste inspiré des pays du Golfe avec un islam « traditionnel » local d'obédience soufie conjugué aux normes du droit coutumier (adat), et sur le plan politique, l'exaltation d'un nouveau nationalisme tchétchène avec celle de la grande puissance russe, le tout formant un ensemble « mouvant, vacillant », dans lequel Kadyrov peut parfois prendre à revers les attentes de son « suzerain » (Vladimir Poutine) tout en restant son instrument de la « pacification » de la Tchétchénie. Selon le géographe Jean Radvanyi, Ramzan Kadyrov s'inspire parfois de la charia dans sa législation sans toutefois tomber dans l'islamisme radical, et bénéficie d'une certaine autonomie à l'égard des lois de la fédération de Russie.
En février 2022, Ramzan Kadyrov indique envoyer 10 000 combattants en Ukraine afin de soutenir l'armée russe lors de l'invasion russe de l'Ukraine,. Après la seconde bataille de Lyman, il blâme des commandants russes comme Alexandre Lapine et Valeri Guerassimov pour leurs manquements et réclame une frappe nucléaire tactique. Le jour de son 46e anniversaire, le 5 octobre 2022, il est promu colonel général par Vladimir Poutine.

## Vie privée et santé
Kadyrov est marié depuis 1996 à Medni Moussaïevna Kadyrova (née le 7 septembre 1978), avec laquelle il a eu six filles : Aïchat (née le 31 décembre 1998), Karina (née le 17 janvier 2000), Khutmat, Khadizhat, Hedy (née le 21 septembre 2002) et Tabarik (née le 13 juillet 2004) ; et trois fils : Akhmad (né le 8 novembre 2005, nommé ainsi en honneur de son grand-père Akhmad Kadyrov), Zelimkhan (né le 14 décembre 2006, ainsi nommé en hommage au frère aîné de Ramzan Kadyrov, décédé en 2004), et Adam (né le 24 novembre 2007). Après avoir adopté deux autres garçons en 2007, Kadyrov est à présent le père de douze enfants (six fils et six filles).
Pour son trente-cinquième anniversaire le 5 octobre 2011, des vedettes acceptent son invitation pour des montants inconnus : Jean-Claude Van Damme, Hilary Swank, Vanessa Mae (celle-ci pour 500 000 dollars selon la presse russe). Kevin Costner, Eva Mendes, Shakira ou Mike Tyson, bien qu'invités, n'ont pas assisté à cet anniversaire. À son retour aux États-Unis, Hilary Swank a dû s'expliquer devant la presse pour s'être rendue à l'anniversaire d'un « dictateur ». L'actrice a exprimé son regret de ne pas s'être suffisamment informée des « antécédents » de Kadyrov et a renvoyé son équipe de relations publiques à l'origine du voyage controversé. Ramzan Kadyrov a aussi entretenu une relation amicale avec l'acteur Gérard Depardieu qui l'a rencontré à plusieurs reprises en Tchétchénie,,.
En mars 2023, plusieurs médias évoquent la possibilité qu'il ait été victime d'un empoisonnement. Il serait sérieusement malade et aurait de graves problèmes rénaux. Son état de santé s'améliore mais il garde des séquelles, ce qui fait envisager à Poutine que son fils Akhmad Jr., 18 ans en 2023, prenne la succession de son père. Son trop jeune âge laisse toutefois supposer que la transition sera progressive.
En septembre 2023, une vidéo circule sur les réseaux sociaux dans laquelle le fils de 15 ans de Kadyrov bat violemment un détenu de 19 ans accusé d'avoir brûlé le Coran à Volgograd. Ramzan Kadyrov confirme les faits sur Telegram et se déclare fier des actions de son fils.
En septembre 2023, plusieurs médias indiquent qu'il serait tombé dans le coma, après une dégradation brutale de son état de santé. Il serait soigné aux Émirats arabes unis.

## Suspicion de crimes

### Historique
Dans l'un de ses derniers articles publié le 11 septembre 2006, la journaliste assassinée Anna Politkovskaïa a écrit : « Qu'est-ce que le syndrome Kadyrov ? On peut le caractériser par les traits suivants que sont l'insolence rustre et la cruauté masqués par du courage et de l'amabilité. En Tchétchénie, les kadyrovtsy frappent les hommes et les femmes à partir du moment où ils pensent que c'est nécessaire. Ils les décapitent de la même façon que leurs ennemis wahhabites. Et tout ceci est justifié et commenté par les plus hautes autorités comme des "détails permettant d'attirer aux Tchétchènes la faveur de la Russie". »
Le vice-Premier ministre tchétchène Adam Delimkhanov, député à la Douma et propre cousin de Kadyrov, est accusé le 5 avril 2009 par la police de Dubaï d'avoir commandité le meurtre du chef de guerre pro-russe Soulim Iamadaïev. De nombreux meurtres d'opposants à Kadyrov ont eu lieu à Istanbul entre 2008 et 2016. Le 13 janvier 2009, un ancien garde du corps de Kadyrov, Oumar Israïlov, a été tué à Vienne. Israïlov avait évoqué les prisons privées de Kadyrov et avait déposé une plainte contre ce dernier devant la Cour européenne des droits de l'homme,.

En 2009, selon le journal Le Monde, 

« Avec la bénédiction de Moscou, Kadyrov semble donc bénéficier d'un droit de vie et de mort sur ses sujets. 
Les opposants de Kadyrov — six au total — ont donc été assassinés en de multiples endroits situés hors de Tchétchénie : Vienne, Istanbul, Dubaï, et Moscou. »

Selon l'hebdomadaire L'Express, le président tchétchène est aidé dans sa tâche par le Service fédéral russe de sécurité (le FSB), ainsi que par le réseau diplomatique russe à l'étranger.
Sont venus s'ajouter ensuite les assassinats de Natalia Estemirova (le 15 juillet 2009 à Grozny), puis début août 2009, toujours à Grozny, de la responsable d'une organisation caritative pour les enfants, Sauvons les générations, Zarema Sadoulaïeva et son mari Alik Djabraïlov, trouvés dans le coffre d'une voiture, tués par balle,.

En 2016, Kadyrov met en garde les réfugiés tchétchènes en Europe contre les commentaires désobligeants à son encontre : 

« Dans dix ou cinq ans, quand vous serez revenus à la raison, ou que vos parents auront décidé qu'il faut rentrer, ou que l'Europe vous aura chassés, vous n'aurez nulle part où vous cacher. Et à ce moment-là, nous vous demanderons des comptes sur chacun de vos mots. Je connais tous les sites Internet de nos jeunes vivant en Europe, que ce soit Instagram, Facebook ou autre, et nous conservons le moindre mot qu'ils écrivent. Nous avons les données sur chacun d'entre vous. À notre époque, il est possible de localiser toute personne. Pour cette raison, ne vous attirez pas d'ennuis. »

D'après la chaîne d'information russophone Current Time, les défenseurs des droits de l'homme enregistrent chaque année plus d'une centaine de cas de tortures et de mauvais traitement en Tchétchénie, ce qui constituerait un tiers du nombre réel des actes de torture dans cette République où cette pratique serait devenue quasi légalisée avec l'arrivée au pouvoir de Ramzan Kadyrov.
Le 20 décembre 2017, le département du Trésor des Etats-Unis l'inscrit sur la liste des personnes sanctionnées en vertu de la loi Magnitski après l'avoir reconnu responsable de « meurtres extrajudiciaires, torture ou autres violations flagrantes des droits humains reconnus internationalement »,. Trois jours après, ses comptes Instagram et Facebook sont suspendus. Il crée alors un compte officieux sur Instagram et l'utilise jusqu'à ce qu'il ne soit à son tour suspendu en mai 2020, après quoi il crée encore un autre compte officieux, bloqué en février 2022,.
Entre août 2019 et février 2020, deux opposants de Kadyrov et du Kremlin sont tués en Union Européenne, à Berlin et à Lille. Le troisième, à Gävle, a échappé à la mort.
Le 20 juillet 2020, le département d'État des États-Unis lui interdit l'entrée du territoire américain, à cause d'un « grand nombre d'informations crédibles selon lesquelles Ramzan Kadyrov est responsable de grossières violations des droits humains depuis plus de dix ans, y compris d'actes de torture et d'exécutions extrajudiciaires ». Deux jours plus tard, apparemment en geste de soutien, Vladimir Poutine décerne à Kadyrov le grade de général-major de la Garde nationale russe (Rosgvardia).

### Assassinat de Natalia Estemirova

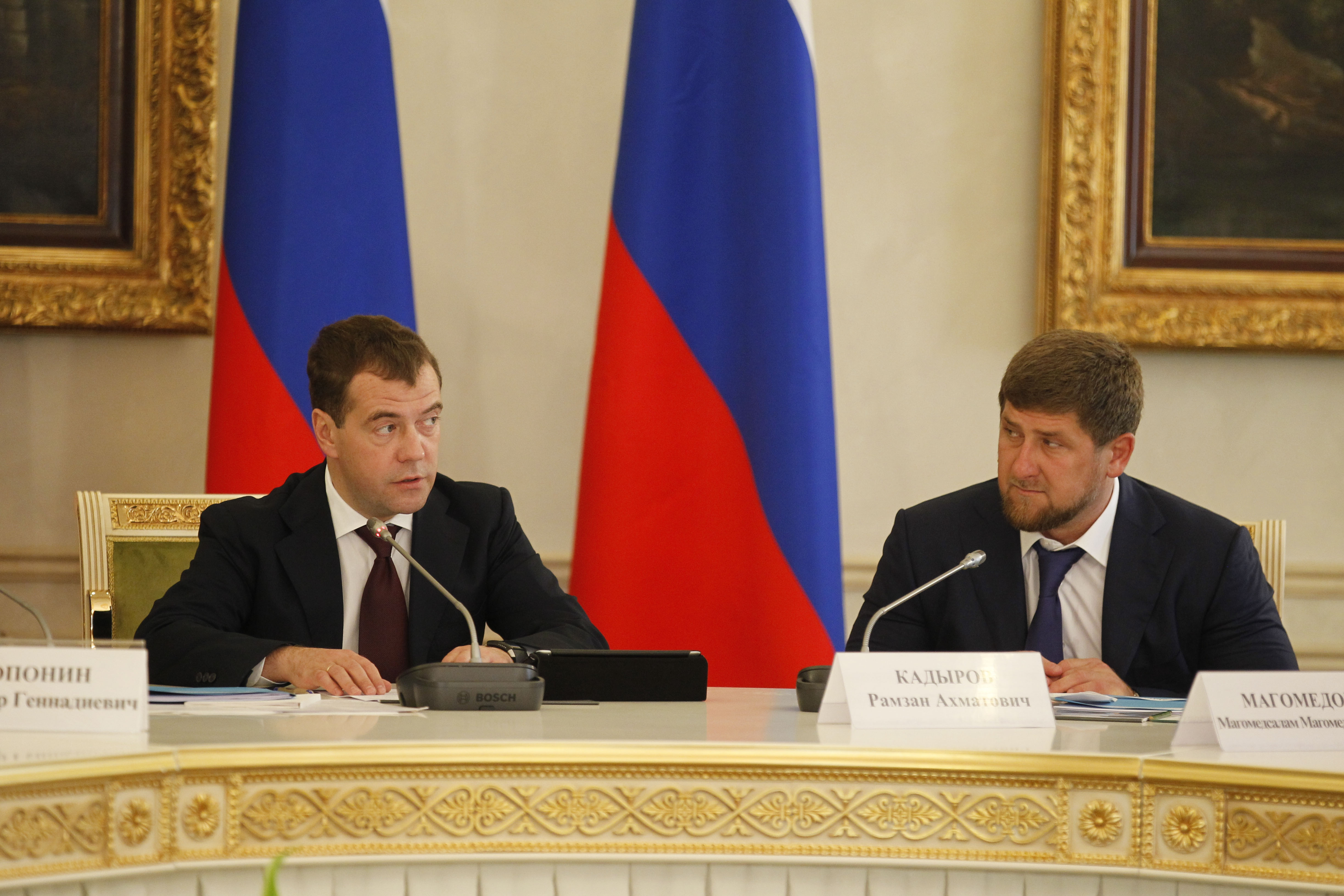
Ramzan Kadyrov avec Dmitri Medvedev (Moscou, 19 juin 2012).

À la suite du meurtre, le 15 juillet 2009, de Natalia Estemirova, qui travaillait pour la défense des droits de l'homme en Tchétchénie, la Fédération internationale des droits de l'homme a déclaré : 

« Si M. Kadyrov n'est pas directement responsable de ce meurtre, il en a en tout cas clairement à l'avance absous les auteurs. Et les autorités russes ont accepté cela sur leur sol, elles ont laissé faire, elles en portent la responsabilité. »

L'ONG Memorial a déclaré que la Russie, comme l'URSS stalinienne, souffrait de « terrorisme d'État ». Le président de Memorial, Oleg Orlov, a affirmé que Ramzan Kadyrov avait menacé Natalia Estemirova et que le président Medvedev n'avait pas d'objections à ce que Ramzan Kadyrov soit un meurtrier. Oleg Orlov a formellement accusé Ramzam Kadyrov, disant :

« Je sais, je suis sûr de l'identité du coupable, nous le connaissons tous, son nom est Ramzan Kadyrov. »

Selon l'association Human Rights Watch, dans cette région, « les enlèvements sont encore une pratique courante pour se débarrasser de ceux qui critiquent le pouvoir ».

Anne Le Huérou, de la Fédération internationale des droits de l'homme, a ajouté à cette occasion : 

« Beaucoup de défenseurs des droits de l'homme comparent le régime de Kadyrov aux années 1936-1938, lors de la pire période de la terreur stalinienne. Il semble que désormais, le seul choix restant soit de se rallier à Ramzan Kadyrov. »

À la suite des accusations de Memorial, Ramzan Kadyrov a engagé successivement deux procès contre Oleg Orlov. Dans le premier procès, entrepris « en défense de [son] honneur, de [sa] dignité et de [sa] réputation », Kadyrov a réclamé 10 millions de roubles (227 000 euros) à Oleg Orlov. Le 6 octobre 2009, le tribunal civil Tverskoï de Moscou a condamné Oleg Orlov, de l'ONG Memorial, à verser à Kadyrov 20 000 roubles de dommages et intérêts, soit 450 euros, et à publier un démenti sur son site internet. Memorial a de son côté été condamnée à 50 000 roubles (1 140 euros) de dommages et intérêts. Dans le deuxième procès, intenté en 2009 à Oleg Orlov, Kadyrov accusait ce dernier de « calomnie » et exigeait contre lui la peine la plus sévère prévue pour cette infraction, soit trois ans de prison ferme. Le 14 juin 2011, le tribunal Khamovnitcheski de Moscou a déclaré Oleg Orlov innocent et l'a acquitté, faute de corps du délit,.

### Assassinat de Boris Nemtsov
Boris Nemtsov, opposant libéral à Vladimir Poutine, est assassiné le 27 février 2015 près de la Place rouge. Sept suspects tchétchènes sont identifiés, dont trois appartiennent aux services d'ordre de la République tchétchène. L'avocat de la famille Nemtsov appuie la thèse que Ramzan Kadyrov est le commanditaire du crime : il rappelle que Kadyrov avait promis de tuer Boris Nemtsov en 2002, les tensions entre eux deux s'étant aggravées en raison de la question de la participation des kadyrovtsy dans la guerre du Donbass. Rouslan Geremeyev, désigné comme organisateur du crime au début de l'enquête et qui est le neveu d'un proche de Ramzan Kadyrov, n'a pas été inquiété au terme de l'enquête judiciaire.

### Droits LGBT
En avril 2017, le journal russe Novaïa Gazeta a rapporté que des homosexuels en Tchétchénie étaient arrêtés, détenus et torturés dans le cadre d'un pogrom à l'échelle de la région. Confirmant à son tour cette accusation, le sous-secrétaire britannique aux Affaires étrangères, Sir Alan Duncan, a déclaré au Parlement britannique qu'il avait été informé de plans présumés visant à éliminer la communauté gay de Tchétchénie avant le début du ramadan. Sur cette affaire, le président russe Vladimir Poutine a déclaré le 5 mai qu'il demanderait personnellement au procureur général et au ministère de l'Intérieur russes d'aider la déléguée aux droits humains auprès du Kremlin, Tatiana Moskalkova, à vérifier les abus signalés.
Le régime tchétchène a démenti ces informations, son ministre de l'Intérieur les qualifiant de « blague du poisson d'avril ». Le porte-parole de Kadyrov, Alvi Karimov, a décrit le rapport de Novaïa Gazeta comme « des mensonges absolus et de la désinformation », ajoutant qu'« on ne peut pas détenir et persécuter des personnes qui n'existent tout simplement pas dans la république. S'il y avait de telles personnes en Tchétchénie, les autorités chargées de l'application de la loi n'auraient pas pu les trouver parce que leurs proches les auraient déjà envoyées loin, à un endroit d'où il n'y a pas de retour ». Le porte-parole de Vladimir Poutine, Dmitri Peskov, a également déclaré qu'aucune preuve n'a pu être trouvée pour étayer ces allégations et qu'il n'avait aucune raison de douter des affirmations de Kadyrov selon lesquelles aucune personne, sous sa présidence, n'a été persécutée à cause de son orientation sexuelle.

Dans une interview donnée à la chaine HBO Real Sport en juillet 2017, Ramzan Kadyrov a répondu en ces termes aux accusations de purges antigays : 

« Nous n'avons pas ce genre de personnes ici. Nous n'avons pas de personnes homosexuelles chez nous. S'il y en a, sortez-les du pays et envoyez-les au Canada. Dieu soit loué, envoyez-les loin de nous pour que nous ne les ayons pas chez nous. Pour purifier notre sang, s'il y en a ici, prenez-les. »

Dans cette même interview, Kadyrov s'en est pris aux auteurs des rapports sur les purges en question, : 

« Ils ont tout inventé. Ce sont des démons. Des vendus. Ce ne sont pas des humains. Dieu les damne pour nous avoir calomniés. »

## Décorations
- Héros de la fédération de Russie
- Deuxième classe de l'ordre du Mérite pour la Patrie
- Médaille de l'ordre de l'Honneur
- Médaille de l'ordre du Courage
- Médaille de l'ordre de Joukov
- Médaille du 10e anniversaire de la capitale Astana (Kazakhstan)